# Troyes
Troyes este un oraș în Franța, prefectura departamentului Aube, situat în Champagne, în regiunea Grand Est.

## Personalități născute aici
- Pierre Mignard (1612 - 1695), pictor;
- Adrien Moreau (1843 - 1906), pictor, sculptor;
- Maurice Marinot (1882 - 1960), pictor.